# Palazzo delle Biscie
Il Palazzo delle Biscie è un edificio storico di Molinella, in provincia di Bologna.

## Storia e descrizione
Si tratta di un palazzo storico risalente al 1400 circa, con annessa torre di avvistamento. La sua prima funzione fu quella di avamposto militare dato che la torre sorvegliava il canale navigabile in direzione di Bologna. Il 25 luglio 1467 si svolse nelle vicinanze la "Grande Battaglia della Molinella e della Riccardina" dove da un lato, Bartolomeo Colleoni soldato di ventura, in rappresentanza particolare di Venezia con 14.000 fanti si contrappose a Federico da Montefeltro con 13.000 soldati portati da Re Ferdinando D'Aragona, Galeazzo Sforza e da Piero Dè Medici. Dopo la cruenta contesa, senza né vincitori né vinti, il Colleoni si rifugiò a Molinella dove i militari del Palazzo delle Biscie gli offrirono protezione. In seguito il Palazzo assunse la funzione di mulino ad acqua, sfruttando le acque del cosiddetto Canalazzo che derivava dall'Idice a Guarda e scorreva in direzione della palude di Marmorta. Il transito dalla Torre era obbligato in quelle aree paludose e insicure e si sviluppava via canali e corsi d'acqua naturali. Da Bologna si imboccava il Canalazzo dalle parti di San Martino di Sopra e si entrava nel Ducato D'Este pagando un dazio al Palazzo Militare. Più tardi diventò di proprietà dei Malvezzi Campeggi che ne fecero una casa di caccia, poi nel '700 passò alla proprietà di un certo "Busciene" da cui forse ne deriva il nome, storpiato dal dialetto locale Dai documenti dell'Archivio di Stato, nelle tavole del Catasto Boncompagni e nel Catasto Pontificio c'è traccia evidente dei vari passaggi e nel 1813 il complesso poderale di San Martino di Sopra è denominato Palazzo di Busciene. II° Repubblica Cisalpina anno IX 1801. Esiste una mappa a colori redatta nel 1737 dal perito Antonio Laghi che così commenta: ..  Pianta e misura della Tenuta detta della Molinella spettante alli Signori Eredi Campeggi, posta nel Comune di San Martino Di Sopra, Conti di Bologna proprietari di tre possessioni..
Ci sono leggende sul curioso nome "Biscie" (con la i dialettale aggiunta) una delle quali racconta che sulle pale dritte della ruota del mulino, un giorno di maggio si infranse un groviglio di bisce d'acqua in amore, "sparpagliandole in ogni dove". Il mulino diventò allora per tutti il Palazzo delle Biscie! Più verosimilmente il nome deriiverebbe dal grido di battaglia delle armate degli Sforza, durante la battaglia della Molinella che era appunto "Biscie! Biscie!"
Subito dopo la Seconda Guerra accolse sei famiglie di sfollati e in seguito venne annesso ad un podere rurale e poi cadde in rovina.
Nel 1998 fu acquistato e restaurato rigorosamente da Sergio Frascari che lo riportò all'antico stato architettonico.
Attualmente è sede di una prestigiosa Academy e location per matrimoni.